# Contea di Clark (Dakota del Sud)
La contea di Clark ( in inglese Clark County ) è una contea dello Stato del Dakota del Sud, negli Stati Uniti. La popolazione al censimento del 2000 era di 4 143 abitanti. Il capoluogo di contea è Clark.